# Drums and Wireless: BBC Radio Sessions 77-89
Drums and Wireless: BBC Radio Sessions 77-89 è una compilation degli XTC pubblicata nel 1994.

## Il disco
Raccolta di alcune registrazioni effettuate dagli XTC tra il 1977 e il 1989 negli studi di registrazione della BBC. In queste sessioni gli XTC registrarono circa 50 brani, 17 dei quali sono pubblicati in questa raccolta, uscita il 17 ottobre 1994. Questo CD diventa obsoleto con la pubblicazione del box-set Transistor Blast: The Best of the BBC Sessions.

## Tracce
1. Opening Speech (Andy Partridge) – 0:49
2. No Thugs in Our House (Partridge) – 5:24
3. Runaways (Colin Moulding) – 4:40
4. You're the Wish You Are I Had (Partridge) – 3:24
5. Poor Skeleton Steps Out (Partridge) – 3:26
6. Cross Wires (Moulding) – 2:09
7. Seagulls Screaming Kiss Her, Kiss Her (Partridge) – 4:21
8. Real by Reel (Partridge) – 3:48
9. Into the Atom Age (Partridge) – 2:26
10. Meccanik Dancing (Oh We Go!) (Partridge) – 2:34
11. Ten Feet Tall (Moulding) – 2:55
12. Scarecrow People (Partridge) – 4:11
13. I'm Bugged (Partridge) – 3:34
14. Dance Band (Moulding) – 2:39
15. Jason and the Argonauts (Partridge) – 5:43
16. One of the Millions (Moulding) – 4:24
17. Roads Girdle the Globe (Partridge) – 4:58